# 測量尺度
測量尺度（scale of measure）或稱度量水平（level of measurement）、测量标尺，若為定性度量，可稱度量類別，是統計學和定量研究中，對不同種類的數據，依據其尺度水平所劃分的類別；這些尺度水平分別為：名目（nominal）、次序（ordinal）、等距（interval）、等比（ratio）。
名目尺度和次序尺度是定性的，而等距尺度和等比尺度是定量的。定量數據，又根據數據是否可數，分為离散的和连续的。

## 綜覽
| 名稱 | 又稱             | 可用的邏輯與數學運算方式              | 舉例 | 集中趨勢的計算                                     | 離散趨勢的計算                   | 定性或定量 |
| ---- | ---------------- | ------------------------------------- | --- | -------------------------------------------------- | -------------------------------- | ---------- |
| 名目 | 名義、類別       | 等於、不等於                          | 二元名目：性別（男、女） 二元名目：出席狀況（出席、缺席） 二元名目：真實性（真、假） 多元名目：語言（中、英、日、法、德文等） 多元名目：上市公司（蘋果、美孚、中國石油、沃爾瑪、雀巢等） | 眾數                                               | 無                               | 定性       |
| 次序 | 順序、序列、等級 | 等於、不等於 大於、小於               | 多元次序：服務評等（傑出、好、欠佳） 多元次序：教育程度（小學、初中、高中、學士、碩士、博士等）                                                                                          | 眾數、中位數                                       | 分位數                           | 定性       |
| 等距 | 間隔、間距、區間 | 等於、不等於 大於、小於 加、減        | 溫度、年份、緯度、滿意程度（0-10）等 | 眾數、中位數、算術平均數                           | 分位數、全距                     | 定量       |
| 等比 | 比率、比例       | 等於、不等於 大於、小於 加、減 乘、除 | 價格、年齡、高度、絕對溫度、分數、絕大多數物理量 | 眾數、中位數、算術平均數、幾何平均數、調和平均數等 | 分位數、全距、標準差、變異係數等 | 定量       |

## 名目尺度
例如，对一个气球的颜色进行测量，其可能的结果为红，黄，绿等不同的颜色类。同理，一个人的性别也是一个名目尺度，因为该变量只能在「男」或者「女」中选值。
名目尺度只能用来比较相等或者不相等，而不能比较大小，更不能用来进行四则算术运算。以性别为例，两个人的性别只能用相同与否来区分，而讨论「谁的性别大」，或者「两个人性别的和是多少」等问题是没有意义的。
在统计学中，一个名目尺度的分布情况可以用众数和離散程度来描述。

## 次序尺度
次序尺度也用来描述一个对象的类别，但与名目尺度不同的是，次序尺度的类别有一定的顺序或大小。次序尺度的變量之间除比较是否相等外，还可以比较大小。但是，加减乘除的运算仍然不能用在次序尺度中。例如，一场比赛中选手的名次（第一，第二，第三等等）就是一个次序變量。我们可以比较两个选手的名次谁較前面，但我们不能比较第一名和第二名的差距比第二名和第三名的差距哪个更大。
次序尺度的分布可以用众数和中位数来描述。

## 等距尺度
等距尺度具有次序尺度所有的特性。除了能比较大小外，等距尺度测量值之间的差别也可以比较大小。等距尺度测量值可以相加和相减，其结果仍然有意义。另一方面，由于等距尺度的原點是任意选取的，所以乘法和除法运算的结果不唯一，因而是没有意义的。年份、摄氏温度、华氏温度就是等距尺度。
等距尺度可以用众数，中位数或者算术平均值来描述。

## 等比尺度
也稱比率尺度。等比變量具有等距變量的所有特点，同时它也允许乘除运算。大多数物理量，如质量，长度、绝对温度或者能量等等都是等比尺度。等比尺度可以用众数，中位数，算术平均数和几何平均数来描述。
只有等距尺度和等比尺度有计量单位（units of measurement）。